# Lanja
Lanja (o Langa) è una suddivisione dell'India, classificata come census town, di 12.278 abitanti, situata nel distretto di Ratnagiri, nello stato federato del Maharashtra. In base al numero di abitanti la città rientra nella classe IV (da 10.000 a 19.999 persone).

## Geografia fisica
La città è situata a 16° 51' 0 N e 73° 32' 60 E e ha un'altitudine di 165 m s.l.m..

## Società

### Evoluzione demografica
Al censimento del 2001 la popolazione di Lanja assommava a 12.278 persone, delle quali 6.281 maschi e 5.997 femmine. I bambini di età inferiore o uguale ai sei anni assommavano a 1.709, dei quali 852 maschi e 857 femmine. Infine, coloro che erano in grado di saper almeno leggere e scrivere erano 9.015, dei quali 4.884 maschi e 4.131 femmine.